# Нямунас (журнал)
Нямунас (лит. Nemunas; «Неман») — назва двох різних литовських журналів.
- «Нямунас» — літературний і культурний журнал, що видавався у США в 1950. Вийшло 6 номерів. Видавець і редактор журналу Людас Довіденас (лит. Liudas Dovydėnas). У журналі публікувалися статті, вірші, прозові твори Вітаутаса Алантаса, Йонаса Баліса, Людаса Довіденаса, Юозаса Кекштаса, Альгірдаса Ландсбергіса, Йонаса Мекаса, Генрікаса Радаускаса, спогади Вінцаса Креве.
- «Нямунас» — щомісячний ілюстрований журнал Спілки письменників Литви. Видається з 1967 в Каунасі. Редактори: Антанас Дрілінга (1967-1972), Лаймонас Ініс (1972-1991), з 1991 Альгімантас Мікута. Журнал з самого початку орієнтувався на молодіжну аудиторію, публікував твори молодих литовських письменників і відрізнявся інтересом до сучасної зарубіжної літератури. Крім творів молодих литовських письменників, публікує публіцистику, статті, присвячені образотворчому мистецтву, кіно, історії, також кіносценарії, переклади творів Михайла Булгакова, Джеймса Джойса, Трумена Капоте, Джека Керуака, Франца Кафки, Осипа Мандельштама, Булата Окуджави, Марселя Пруста, Райнера Марії Рільке, Пауля Целана.